# Dassault Systèmes
Dassault Systèmes je izdavač softvera specijaliziran za 3D dizajn, 3D digitalnu maketu i rješenja za upravljanje životnim ciklusom proizvoda (PLM).
Stvoren 1981. godine za kompjuterizaciju dizajna aviona, Dassault Systèmes, zasnovan na ideji "virtualizacije svijeta", proširio je svoju aktivnost na razvoju i marketingu profesionalnog softvera za sva područja, kako industrijska (aeronautika i odbrana, inženjerstvo i građevinarstvo, energija, potrošačka dobra, itd.) koji se, između ostalog, odnose na arhitekturu ili nauke o životu.
Dassault Systèmes je 2015. bio vodeći francuski izdavač softvera po prometu i drugi u Evropi nakon njemačkog SAP-a.
Sjedište tvrtke je u Vélizy-Villacoublayu, u sjevernom dijelu tehnološkog čvorišta Paris-Saclay.

## Vanjske poveznice
- Dassault Systèmes Group